# Fresh Off the Boat
Fresh Off the Boat ist eine US-amerikanische Sitcom von Nahnatchka Khan, die vom 4. Februar 2015 bis zum 21. Februar 2020 auf dem US-Fernsehsender ABC ausgestrahlt wurde. Die Serie wurde durch das Buch Fresh Off the Boat: A Memoir inspiriert, welches von dem in den USA berühmten Chefkoch Eddie Huang geschrieben wurde.
Am 11. Mai 2018 gab ABC bekannt, dass eine fünfte Staffel in Auftrag gegeben wurde. Am 10. Mai 2019 gab ABC die Verlängerung um eine sechste Staffel bekannt.
Am 9. November 2019 wurde die Einstellung der Serie nach der sechsten Staffel bekannt.
Die deutschsprachige Erstausstrahlung erfolgte am 1. Juni 2016 auf dem Pay-TV-Sender ProSieben Fun, im Free-TV waren die ersten drei Staffeln vom 18. Juni 2016 bis zum 30. Dezember 2017 jeden Samstagnachmittag auf ProSieben zu sehen.

## Handlung
Die Geschichte spielt im Jahr 1995 und handelt von der taiwanischen Familie Huang, welche von Chinatown in Washington, D.C. nach Orlando, Florida, zieht, wo sie ein Cowboy-Themen-Steakrestaurant eröffnet. Während die Mutter mit dem Kulturkampf zwischen ihrer Erziehung einerseits und der Florida-Gemeinschaft andererseits ringt, die nicht über eine große asiatische Bevölkerung verfügt, und der Vater den „American Dream“ verfolgt, kämpft Eddie, der älteste Sohn, mit seiner Integration in der neuen Schule.

## Besetzung und Synchronisation
Die deutsche Synchronisation entsteht nach einem Dialogbuch von Simon Mora, Martin C. Jelonek und Kathrin Gaube und unter der Dialogregie von Mora und Gaube durch die Synchronfirma Bavaria Synchron in München.
| Rolle                                  | Schauspieler    | Hauptrolle (Episoden) | Nebenrolle (Episoden) | Synchronsprecher         |
| -------------------------------------- | --------------- | --------------------- | --------------------- | ------------------------ |
| Eddie Huang                            | Hudson Yang     | 1.01–6.15             |                       | Norman Endres            |
| Louis Huang                            | Randall Park    | 1.01–6.15             |                       | Manou Lubowski           |
| Jessica Huang                          | Constance Wu    | 1.01–6.15             |                       | Shandra Schadt           |
| Emery Huang                            | Forrest Wheeler | 1.01–6.15             |                       | Louis Eitner             |
| Evan Huang                             | Ian Chen        | 1.01–6.15             |                       | Vincent Dreiseitl        |
| Grandma Huang                          | Lucille Soong   | 2.01–6.15             | 1.01–1.13             | Eva-Maria Lahl           |
| Honey                                  | Chelsey Crisp   | 2.01–6.15             | 1.03–1.13             | Katharina Schwarzmaier   |
| Marvin (Ehemann von Honey)             | Ray Wise        | 3.01–6.15             | 1.03–2.23             | Walter von Hauff         |
| Mitch (Oberkellner im Steakrestaurant) | Paul Scheer     |                       | 1.01–6.15             | Hubertus von Lerchenfeld |
| Nicole (Tochter von Marvin)            | Luna Blaise     |                       | 1.02–6.15             | Leslie-Vanessa Lill      |
| Dave (Klassenkamerad von Eddie)        | Evan Hannemann  |                       | 1.02–6.15             | Laurin Lechenmayr        |
| Trent (Klassenkamerad von Eddie)       | Trevor Larcom   |                       | 1.03–6.15             | Giuliano Ceraolo         |

## Kritik
Vanessa Schneider bei BR-Puls urteilt wohlwollend: „Diese Sitcom mit Constance Wu versauert im deutschen Frühstücksprogramm, dabei zeigt sie einfühlsam und sehr witzig den Alltag einer Einwandererfamilie in den USA Mitte der 90er.“